# Рейтерувка
Рейтерувка (пол. Rejterówka) — село в Польщі, у гміні Лубніце Сташовського повіту Свентокшиського воєводства.
Населення — 116 осіб (2011).
У 1975-1998 роках село належало до Тарнобжезького воєводства.

## Демографія
Демографічна структура на день 31 березня 2011 року:
|          | Загалом | Допрацездатний вік | Працездатний вік | Постпрацездатний вік |
| -------- | ------- | ------------------ | ---------------- | -------------------- |
| Чоловіки | 58      | 18                 | 28               | 12                   |
| Жінки    | 58      | 9                  | 34               | 15                   |
| Разом    | 116     | 27                 | 62               | 27                   |